# بيز سينا
بيز سينا (بالإنجليزية: Piz Sena)‏ هو أحد جبال سلسلة جبال الألب ليفينغو ويقع في كانتون غراوبوندن في سويسرا. يحتل المرتبة رقم 183 في قائمة جبال سويسرا من حيث الارتفاع، إذ يبلغ ارتفاعه حوالي 3075 متر، بينما يبلغ ارتفاع نتوء الجبل 344 متر، هذا وقد سجل أول وصول لقمة الجبل عام 1901.